# 松坂 (企業)
株式会社 松坂（かぶしきかいしゃ まつざか）は、屋号をジャズ批評社とする日本の音楽関連出版社。主体となる雑誌『ジャズ批評』は、1967年の創刊から50年以上にわたり今も刊行されている。その他、ジャズに特化した書籍などを発行している。

## 概要
1965年、東銀座にジャズ喫茶「オレオ」を開店させた松坂妃呂子が、1967年にそこから発信する同人誌『ジャズ批評』を発刊した。続く1968年の2号（ジョン・コルトレーン追悼特集）より、雑誌『ジャズ批評』として全国書店にて発売が開始された。1970年にオレオを閉店して、高田馬場へ編集室を移転。1972年1月25日、株式会社ジャズ批評社が設立された。
1988年4月になると、ジャズ批評社を屋号として残しつつ、株式会社松坂へと商号を変更した。1993年12月、荒川区東日暮里5丁目に編集室と営業所の機能を移転。1998年11月からは、単行本による「ジャズ批評ブックス」シリーズの発行を開始した。なかでもブルーノート・レーベルについてを取り扱った『ブルーノート・ブック』はベストセラーとなっている。2004年6月より、季刊だった『ジャズ批評』を隔月刊に変更。現在では、ジャズ専門誌として海外にも広く知られている。

## 定期刊行物
- ジャズ批評